# Reserva natural Palo Alto Baylands

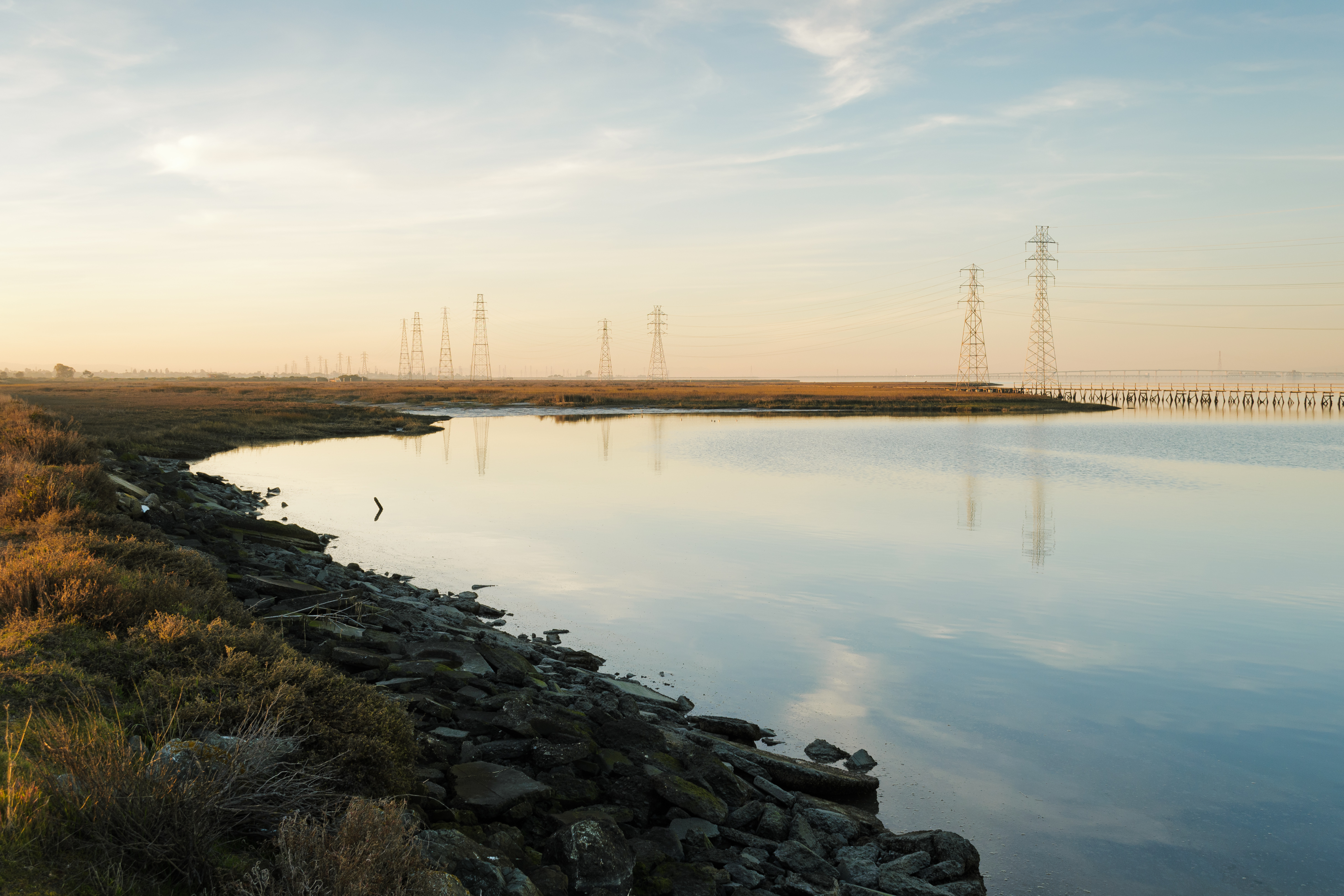
Reserva natural Palo Alto Baylands.

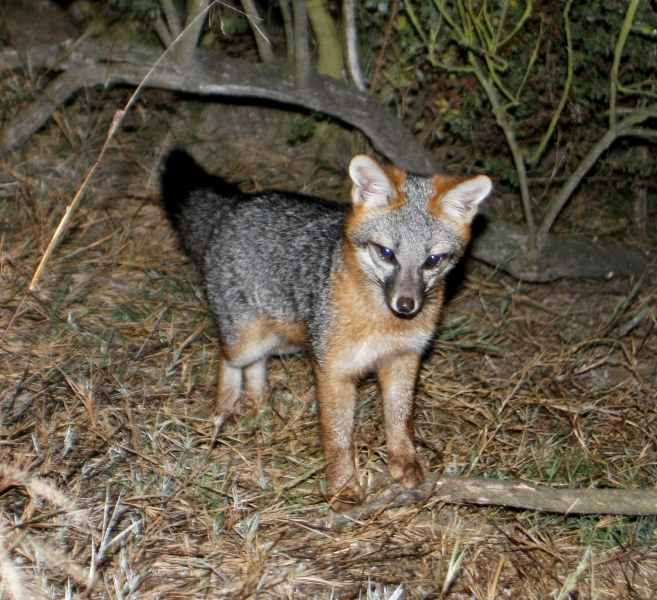
Cachorro de zorro gris en Palo Alto Baylands en California

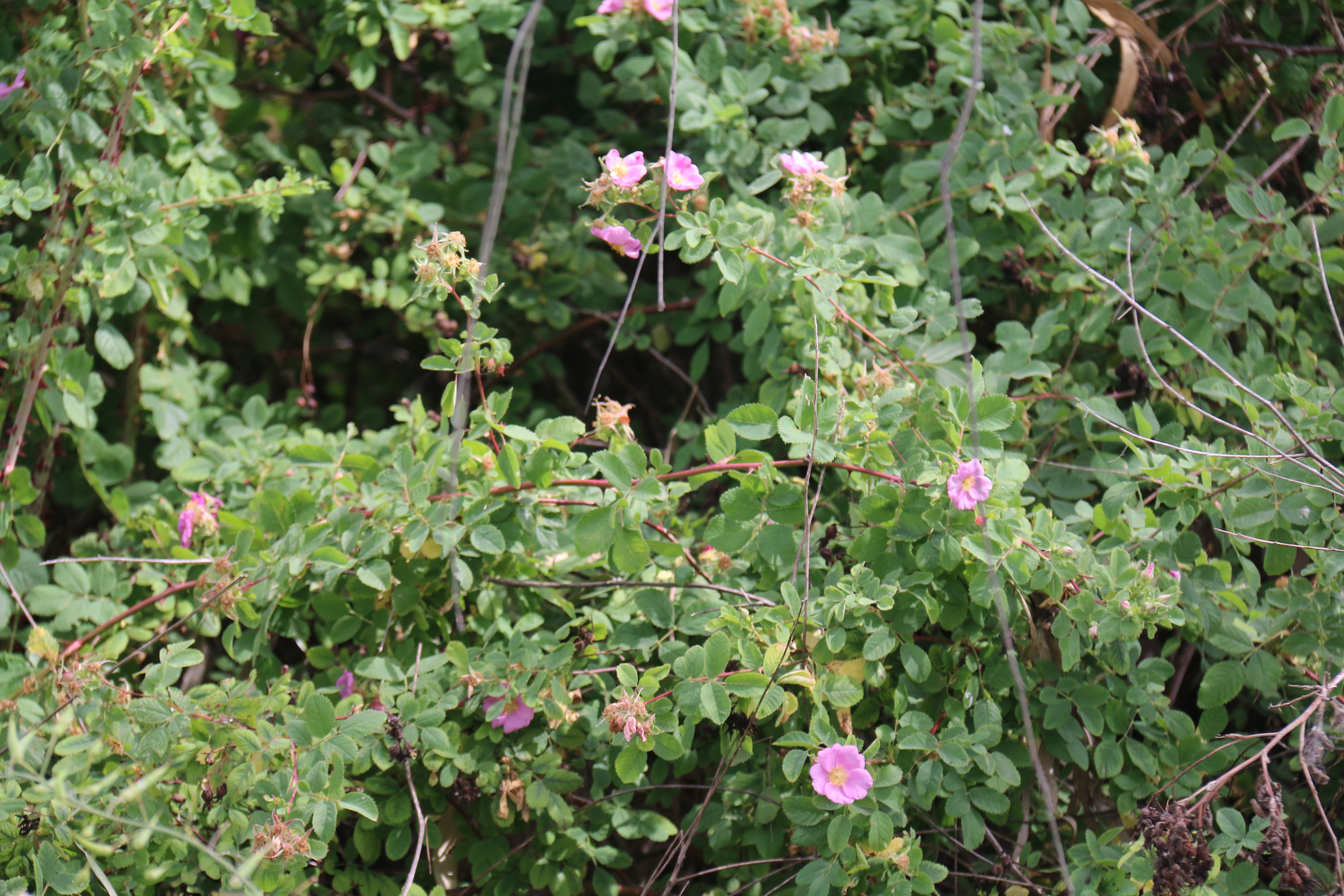
Matorral de rosa mosqueta espinosa protege una madriguera de zorro gris en Matadero Creek de Palo Alto Baylands.

La reserva natural Palo Alto Baylands, es la extensión más grande de marismas no perturbadas que queda en la Bahía de San Francisco. Veinticuatro kilómetros de senderos de usos múltiples brindan acceso a una mezcla única de hábitats de mareas y agua dulce. La reserva abarca 8 km² en Palo Alto y East Palo Alto, y es propiedad de la ciudad de Palo Alto, California, Estados Unidos. Es un importante hábitat migratorio de aves costeras y esta considerar uno de los mejores sitios de avistamiento de aves en la costa oeste.

## Geografía
Palo Alto Baylands está ubicado en 37°27′35″N 122°06′23″O / 37.459608, -122.106412 en el Condado de Santa Clara. La reserva consta de la antigua zona de Yacht Harbor, el aeropuerto de Palo Alto, el campo de golf municipal, el Duck Pond y el área de pícnic pública, el Centro Atlético Baylands, la Sailing Station, el Centro de interpretación de la naturaleza de Baylands "Lucy Evans", el pantano "Harriet Mundy" y la cuenca de inundación de Palo Alto. La cuenca de inundación está rodeada por Adobe Creek y Matadero Creek y se mantiene a unos 60 cm por debajo del nivel del mar para que sirva como cuenca de captación en caso de inundación en el bajo Palo Alto. En el borde noroeste, las Baylands se extienden más allá de San Francisquito Creek, aunque el arroyo solía desembocar en la bahía en el sitio del antiguo Yacht Club. A fines de la década de 1920, se construyeron diques para desviar el arroyo San Francisquito desde su antigua desembocadura, hacia un giro brusco hacia el norte durante aproximadamente 1 km, luego hacia el noreste, antes de salir a la bahía. El dragado del antiguo Yacht Club produjo un relleno sanitario para el relleno de las marismas para construir el aeropuerto de Palo Alto y el campo de golf municipal. Para 2004, áreas rellenadas como el campo de golf de Palo Alto y el Aeropuerto de Palo Alto habían reducido la extensión de la marisma a 1.4 km².

## Historia
El área de Byxbee Park Hills de Baylands recibió su nombre de John Fletcher Byxbee Jr., ingeniero de la ciudad de Palo Alto de 1906 a 1941. Byxbee fue miembro de la primera camada de graduados de la Palo Alto High School. En la Universidad de Stanford estudió con C. D. Marx, fundador del sistema de servicios públicos de la ciudad de Palo Alto, y se graduó con un B.A. en Ingeniería Civil con la camada de 1902. Al principio nombrado Ingeniero Asistente de la Ciudad, se convirtió en Ingeniero de la Ciudad en 1906.
Lucy Evans se graduó en Stanford en 1929 y enseñó en la escuela Mayfield durante 23 años. Luchó por la preservación de Baylands y su determinación le valió el apelativo de "Baylands Lucy". Murió repentinamente en 1978. El Centro de Interpretación de la Naturaleza de Baylands fue dedicado nuevamente a su memoria en diciembre de 1978.
El pantano Harriet Mundy se extiende desde el Centro de interpretación de la naturaleza "Lucy Evans" hasta Sand Point y se dedicó el 23 de octubre de 1982, en honor a Harriet Mundy, quien hizo circular una petición que resultó en que el Ayuntamiento detuviera el desarrollo de una propuesta privada de 30 millones de dólares para desarrollar Palo Alto Baylands para uso comercial e industrial. El área de Byxbee Park Hills de Baylands recibió su nombre de John Fletcher Byxbee Jr., ingeniero de la ciudad de Palo Alto de 1906 a 1941.
El proyecto de restauración de los humedales de Emily Renzel se completó en 1992, utilizando una beca de 1 millón de dólares del California Coastal Conservancy para mejorar la porción de marisma de los humedales con agua de bahía y la creación de un nuevo estanque de agua dulce de 6 hectáreas. El estanque de agua dulce utiliza agua recuperada bombeada de la cercana Planta Regional de Control de Calidad del Agua de Palo Alto y fue designado en honor a la exconcejal Emily Renzel por su incansable trabajo durante 20 años para preservar y proteger Baylands de Palo Alto.

## Ecología
Baylands es hábitat de numerosas especies de plantas y animales incluidos el rascón de Ridgway y el ratón de los pantanos salados. Varias parejas de zorros grises (Urocyon cinereoargenteus) se reproducen y habitan en Baylands donde se encuentran relativamente a salvo de grandes depredadores somo ser el puma (Puma concolor).

## Recreación

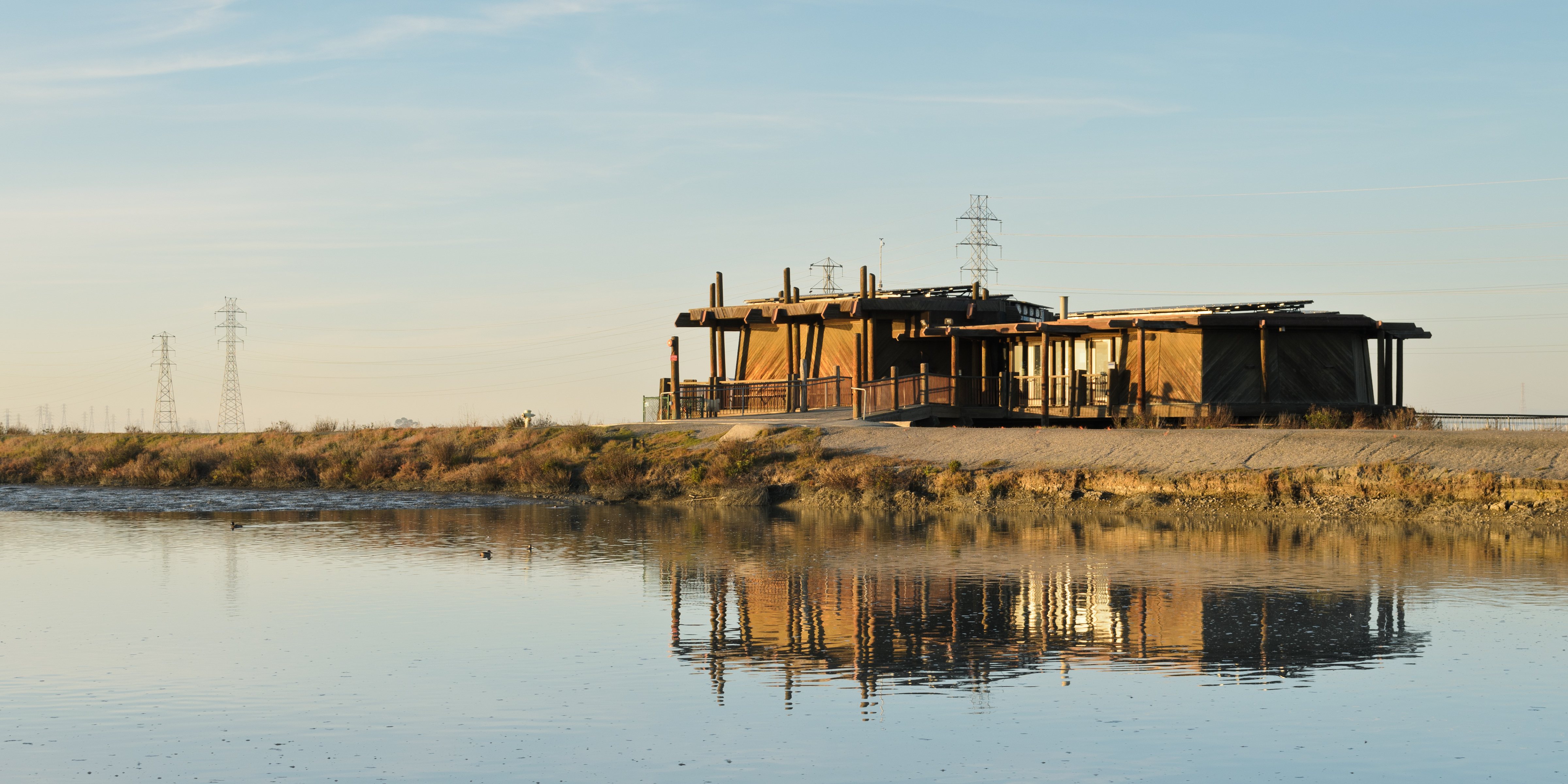
Centro de interpretación de la naturaleza de Baylands "Lucy Evans".

La reserva incluye 24 km de senderos multiusos y también incluye el Centro de Interpretación de la Naturaleza Lucy Evans Baylands, el Palo Alto Duck Pond (construido originalmente como piscina pública) y los campos de béisbol y softball del Centro Atlético Baylands.
El Centro de Interpretación de la Naturaleza Lucy Evans Baylands está construido sobre pilotes en el borde de la marisma salada. Una pasarela de madera penetra unos 400 m en la marisma hasta aguas abiertas y una vista panorámica de la bahía de San Francisco. El centro de interpretación se renovó en 2017 y la pasarela de madera se renovó en 2019.